# 名探偵コナン 迷宮の十字路
『名探偵コナン 迷宮の十字路』（めいたんていコナン めいきゅうのクロスロード）は、2003年4月19日に公開された劇場版『名探偵コナン』シリーズの第7作目にあたる劇場版アニメである。上映時間は107分。興行収入は32億円。キャッチコピーは「私たち、やっと逢えたんだね…」「工藤新一、古都の謎に挑む!?」。

## 概要

### 作品概要
本作は、第1作『時計じかけの摩天楼』から監督を務めてきた初代監督・こだま兼嗣が担当した最後の監督作品である。こだまは本作で『名探偵コナン』シリーズの監督を降板し、以降は山本泰一郎に引き継がれた。また、副監督として西森章も監督を担当しており、劇場版シリーズで初めて監督が2人体制の作品になっている。
本作のポスターに描かれているキャラクターは江戸川コナン・毛利蘭・服部平次・遠山和葉の4人のみと少なく、大人キャラクターが一人もいない。
冒頭の作品解説のうち、既出部分（新一の新聞記事から、体が縮み蘭と再会してコナンと名乗るまで）が、アニメーション制作の全体がデジタル制作へ移行したことを受け、本作で初めて新調された。そのため、本作以降は第4作『瞳の中の暗殺者』以降の内容から一部変更されている。
本作では「山能寺」や「玉龍寺」といった架空の寺が複数登場する一方、実在の京都の観光地も数多く登場している。江戸川コナンたちが訪れた観光地では、京都タワー・清水寺・先斗町・蹴上インクライン・南禅寺・鞍馬寺・梅小路公園などが描かれており、神社・駅舎・公園などが非常に細かく再現されている。一方で、叡山電鉄鞍馬駅や叡山電鉄900系きららと思わしき車両も登場するが、900系は実物とは塗装が異なっている。なお、ポスターでは貴船神社がコナン達の背景に描かれていたが、本編には登場していない。
OVA『コナンと平次と消えた少年』は本作の前日譚的な位置付けにあり、服部平次と備前平四郎が会話するシーンの間に挿入されていたり、平次がコナン達を備前の経営するたこやき屋に連れて行こうとするほか、本作に登場する軍記物語『義経記』がたこやき屋のシーンで描かれている。
2016年に開催された歴代映画19作品の人気投票で、本作は第1位を獲得している。劇場版コナン20周年を記念して全国合計400万枚配布された、歴代劇場版19作から1作を選んで視聴できる『純黒の悪夢』来場特典シリアルコードの再生数ランキングで1位を獲得した。

### 本作の特色
コナンのライバル・服部平次が活躍する内容となっており、彼の特技である剣道をメインとした激しい刀剣アクションや、アニメーターによる手描きと3DCGを併用したバイクアクションが繰り広げられる。また、作品解説も後半は平次が担当しており、彼の幼馴染・遠山和葉も一緒に登場している。また、この二人が劇場版に登場するのは第3作『世紀末の魔術師』以来2度目である。
テレビシリーズのキャラクターからは、大滝悟郎が初登場している。本作オリジナルキャラクターとして初登場した綾小路文麿は後の劇場版やテレビアニメに登場し、原作にも逆輸入されることとなる。
劇場版シリーズの中で唯一、コナンが新一の身体に戻った作品である。また、蘭が新一（コナン）の手によって腕時計型麻酔銃で撃たれるのも本作のみである。
鈴木園子が、エピローグで締めのセリフを飾った初めての作品である。
本作以降、エピローグ後に次回作のヒントが入った予告が放映されるようになった。本作では、夜の滑走路らしき道を背景に、コナン役の高山みなみによる「映画名探偵コナン、第8弾、製作決定！」というナレーションが流れた。後に次回作は、怪盗キッドがメインとなる『銀翼の奇術師』であることが発表された。

## ストーリー
東京・大阪・京都で、合わせて5人の男が翁の能面を被った犯人に日本刀や弓矢で殺される事件が発生。警視庁・大阪府警・京都府警による捜査の結果、殺された5人は古美術品を狙う窃盗団「源氏蛍」のメンバーであることが明らかになった。残る源氏蛍のメンバーは首領の義経、部下の弁慶、伊勢三郎の3名だが、彼らの正体は不明だった。
同じ頃、小五郎は山能寺の僧侶・竜円から依頼を受け、コナン達を連れて京都を訪れる。山能寺では8年前、12年に一度公開する秘仏の薬師如来像が何者かに盗まれており、近頃その仏像のありかを示すという謎の絵が届いたため、小五郎に解読を依頼したのだった。山能寺を訪ねた小五郎達は、和尚の円海、檀家の古美術商・桜正造、能役者・水尾春太郎、古書店店主・西条大河と出会う。
コナンは絵の解読のヒントを求めて義経と弁慶に縁の深い五条大橋を訪れたところ、服部平次と遭遇する。平次も源氏蛍の事件を追っていたため、二人で捜査を進めることとなった。途中、コナンは平次から彼の初恋に関するエピソードを聞く。それは8年前、京都の寺で見かけた手毬唄を歌う着物の少女だった。平次はその場で水晶玉を拾っており、以後彼女のことを知る手がかりとして、京都を訪れる際は必ずその水晶玉を持ち歩いているという。2人は鞍馬山を訪れるが、そこでライダースーツの人物に弓矢で狙撃される。
その夜、先斗町の御茶屋で桜が何者かに殺害されてしまう。平次は和葉を乗せて帰宅する途中、再びライダースーツの人物の襲撃に遭う。木刀による勝負を繰り広げるが、平次は敵わず入院することになってしまう。
一方、コナンは暗号を解読し、仏光寺が仏像のありかだと推理する。仏光寺に着いた平次のもとに、犯人から和葉を誘拐したという知らせと、鞍馬山の玉龍寺へ来いという命令の電話がかかってくる。
やがて平次は玉龍寺に現れ、犯人を武蔵坊弁慶こと西条であると指摘する。西条は弟子たちに周りを囲ませ斬りかかるが、現れた平次は工藤新一の変装だった。本物の平次も救援に現れ、和葉と共に寺の中の一室へ逃げ込む。その部屋の箪笥に村正がしまわれていると知った平次は、和葉が歌った手毬唄から刀の場所を突き止め、西条との決着に挑む。
その頃、新一も蘭と束の間の再会を果たし、コナンに戻って平次と合流する。平次は猛毒を塗った小太刀との二刀流を使う西条に苦戦するが、コナンが小太刀を吹き飛ばした隙に西条を打ち倒し、事件は解決を迎えた。
翌日、和葉は手毬唄を歌い、歌詞の間違いを平次に指摘される。その時、平次は初恋の少女の正体に気付く。蘭も新一と会った時に汗を拭った汚れがハンカチに残っていたことに気付き、新一との再会が夢ではないと確信した。

## 登場人物

### レギュラーキャラクター
江戸川 コナン（えどがわ コナン）
声 - 高山みなみ
本作の主人公。本来の姿は「東の高校生探偵」として名を馳せている工藤新一だが、黒ずくめの組織に飲まされた毒薬・APTX4869の副作用で小学生の姿になっている。
平次と共に「源氏蛍」のメンバー連続殺人事件の解明と、山能寺の薬師如来像の在処を示した暗号の解読に臨む。桜屋から見渡す夜桜を眺めて、過去に蘭との待ち合わせに遅れた出来事を思い出す。
毛利 蘭（もうり らん）
声 - 山崎和佳奈
本作のヒロイン。新一の幼馴染かつガールフレンド。都大会で優勝するほどの空手の達人。
コナンと平次の後を追って玉龍寺を訪れ、そこで新一と束の間の再会を果たす。
毛利 小五郎（もうり こごろう）
声 - 神谷明
「眠りの小五郎」の異名で有名な私立探偵。蘭の父親で、コナンの保護者。元警視庁捜査一課強行犯係の刑事。
山能寺から薬師如来像の捜査と暗号の解読を依頼され、現地に赴く。
工藤 新一（くどう しんいち）
声 - 山口勝平
コナンの本来の姿で高校生探偵。
とある方法で一時的に元の姿に戻り、犯人と対峙する。
服部 平次（はっとり へいじ）
声 - 堀川りょう
本作のキーパーソン。「西の高校生探偵」として有名で、新一とは「東の工藤・西の服部」と並び称されるライバルであり、親友でもある。コナンの正体を新一と知る数少ない人物の一人。
8年前、手毬をしながら東西の通り名の唄を歌う少女に恋心を抱く。
遠山 和葉（とおやま かずは）
声 - 宮村優子 / 佐久間レイ (幼少時代）
本作のキーパーソン。平次の幼馴染かつガールフレンド。平次に好意を持っており、蘭や園子とも仲が良い。合気道部に所属しており有段者でもある。
終盤では、犯人に玉龍寺に連れ去られてしまう。
灰原 哀（はいばら あい）
声 - 林原めぐみ
元黒の組織の一員かつAPTX4869の開発者で、コナンの正体を新一と知る数少ない人物の一人。
京都へ赴く際に多種類の薬を持ち歩く。
目暮 十三（めぐれ じゅうぞう）
声 - 茶風林
警視庁刑事部捜査一課強行犯捜査三係の警部。
阿笠 博士（あがさ ひろし）
声 - 緒方賢一
コナンの正体を新一と知る数少ない人物の一人で、発明家。
吉田 歩美（よしだ あゆみ）、小嶋 元太（こじま げんた）、円谷 光彦（つぶらや みつひこ）
声 - 岩居由希子（歩美）、高木渉（元太）、大谷育江（光彦）
少年探偵団の3人。
阿笠博士のダジャレクイズに正解した褒美に京都へ赴く。
綾小路警部のシマリスにドングリをあげようとした元太が誤って池に落としてしまうが、この光景が暗号を解く糸口になる。
鈴木 園子（すずき そのこ）
声 - 松井菜桜子
蘭の同級生で親友。鈴木財閥の令嬢で、蘭や新一とは幼馴染でもある。蘭と新一を通じて、和葉・平次とも友人関係。
清水寺でいつも新一と蘭の仲を茶化している仕返しに、蘭に自分と京極真の仲を茶化される。
白鳥 任三郎（しらとり にんざぶろう）
声 - 井上和彦
警視庁捜査一課のキャリア組警部。
本人曰く「祇園では顔（馴染）」との事で、事件調査のため単身京都へと赴く。
佐藤 美和子（さとう みわこ）
声 - 湯屋敦子
警視庁捜査一課の刑事で警部補。
高木 渉（たかぎ わたる）
声 - 高木渉
警視庁捜査一課の刑事で巡査部長。
千葉刑事（ちばけいじ）
声 - 千葉一伸
警視庁捜査一課の刑事で巡査部長。
大滝 悟郎（おおたき ごろう）
声 - 若本規夫
大阪府警捜査一課強行犯捜査係の警部。

### オリジナルキャラクター
武蔵坊 弁慶（むさしぼう べんけい）
声 - 不明
盗賊団「源氏蛍」のNo.2で、今作の連続殺人事件の犯人。
翁の能面をしているため、正体は不明。ある目的のために盗品の独り占めを企み、盗賊団のメンバーを次々と始末する。
剣と弓の達人で、剣術は義経流という古い流派を操り、剣道の鬼である平次を一方的に追い詰めるほどの腕前。弓術も、バイクで走行しながら前方の平次のバイクのミラーを射抜けるほどの腕を持つ。十数人の般若の面を被った弟子を従えている。

#### 容疑者
円海（えんかい）〈65〉
声 - 井原啓介
依頼を出した竜円の寺「山能寺」の住職。
にこやかかつ飄々とした老人で、仏像が盗まれたことも気に留めていない様子。
コナンと平次が揃って暗号文の謎解きに熱中しているのを見て、2人を義経と弁慶のような関係だと喩えている。事件解決後、如来像が平次の帽子を被って戻ってきたときには2人の仕業と察し、帽子を被って健闘を称えた。
竜円（りゅうえん）〈34〉
声 - 中村大樹
「山能寺」の僧侶。
円海とは逆に、仏像が盗まれたことを心配している。推理に行き詰まった小五郎を先斗町にあるお茶屋「桜屋」で接待する。
桜 正造（さくら しょうぞう）〈51〉
声 - 亀井三郎
貴重な壺や掛け軸などを扱っている古美術商。義経と弁慶の関係が好きで、特に「義経記」を気に入っており、「勧進帳」の場面を蘭達に熱く語っていた。
水尾 春太郎（みずお しゅんたろう）〈33〉
声 - 遊佐浩二
水尾流宗家の能役者。独身で母親と2人で暮らしている。
桜同様「義経記」を気に入っており、特に、弁慶が関所を通過した後に涙しながら義経に詫びた場面は、2人の絆の深さが分かると語っている。竜円や西条とはお茶をしながら語り合う仲。
西条 大河（さいじょう たいが）〈35〉
声 - 鈴置洋孝
古書店の店主。
温厚そうな風貌で眼鏡を掛けている。
お茶屋では小五郎に付き合い、市佳代とお座敷遊びに興じた。桜や水尾とは逆に「義経記」は弁慶の活躍が多い「弁慶記」であるため、あまり好きではないと語っている。
千賀鈴（ちかすず）〈19〉
声 - 安達まり
お茶屋「桜屋」の舞妓。
幼い頃に未婚の母と死別して以来、山倉に育てられている。
コナン一行に京都の通り名の唄を教え、年齢も近いことから平次が探していた手毬歌の少女だと思われている。
綾小路 文麿（あやのこうじ ふみまろ）〈28〉
声 - 置鮎龍太郎
京都府警捜査第一課警部。
公家出身で渾名はおじゃる警部。白鳥警部とは同期（キャリア組）でライバル関係にあるが、白鳥本人は嫌がっている。いつもシマリス（本人曰く一番の親友）を肩に乗せている。
本作以降も、劇場版シリーズに登場を繰り返し、第17作『絶海の探偵』のプレストーリー・テレビアニメ『消えた老舗の和菓子』なども経て、やがて原作にも登場する事となる。

#### 源氏蛍
美術品を専門に窃盗を重ねる盗賊団。首領の「源義経」を筆頭に、メンバーは義経の家来の名前で呼び合っている。また、全員が軍記物語「義経記」を所持している。
源 義経（）
声 - なし
盗賊団「源氏蛍」の首領。
重い病に侵され、部下にある暗号文を渡し、その謎が解けた者に首領の座を譲るとの遺言を残した。直接の描写はなく、姿もシルエットのみ。
駿河 次郎（）〈32〉
声 - なし
盗賊団「源氏蛍」のメンバーで、表向きは京都にあるスナック「スナック・ジロー」のマスター。
営業時間の終わりに侵入してきた弁慶によって、日本刀で斬殺された。
伊勢 三郎（）
声 - なし
盗賊団「源氏蛍」のメンバーで、盗品の売り付けを担当している。
美術品の売買に詳しく、本人だけが知る売却ルートを確保している。
備前 平四郎（）〈35〉
声 - なし
盗賊団「源氏蛍」のメンバーで、表向きは大阪府寝屋川市のたこ焼き店「たこ平」の主人。弁慶に短剣で刺殺された。
平次の知り合いで、本作のプレストーリーであるOVA『コナンと平次と消えた少年』にも登場している。
亀井 六郎（）〈35〉
声 - 三戸耕三
盗賊団「源氏蛍」のメンバー。
弁慶に東京都西国立市の神社に呼び出され、片岡八郎が倒れたことに驚いた隙を突かれ、日本刀で斬殺された。
鷲尾 七郎（）〈35〉
声 - 里内信夫
盗賊団「源氏蛍」のメンバー。
亀井・片岡と共に弁慶に呼び出され、片岡八郎が倒れたことに驚いた隙を突かれ、日本刀で斬殺された。
片岡 八郎（）〈34〉
声 - 水内清光
盗賊団「源氏蛍」のメンバー。
亀井・鷲尾と共に弁慶に呼び出され、暗号文に見入っていた隙を突かれ、弓矢で射殺された。

#### お茶屋「桜屋」
山倉 多恵（やまくら たえ）〈52〉
声 - 鈴木弘子
宮川町でお茶屋を営んでいる女将。千賀鈴の親代わり。
平次に引ったくりを撃退してもらったお礼に名刺を渡し、お茶屋に遊びに来るよう誘った。
市佳代（いちかよ）
声 - 佐久間レイ
舞妓。
お座敷にいる小五郎達の前で三味線を披露する。その後、小五郎とお座敷遊び「こんぴらふねふね」を興じながら、宴会を盛り上げていた。
なお、コナン達は桜が殺害された直後、上記の2名も容疑者候補としていたが終始、小五郎と一緒にいたため容疑者から外れた。
桜屋の女将
声 - 一龍斎貞友
先斗町でお茶屋「桜屋」を営んでいる女将。
桜を離れの部屋まで案内したが、その後様子を見に行った際に彼の遺体を発見する。

#### その他の人物
剣道少年
声 - 松本さち
仲間と共に剣道道場に通う少年。
五条大橋にてコナンを見つけ、牛若丸と弁慶の戦いの真似事をしようとした平次に竹刀を貸した。
駅員
声 - 菅原淳一
鞍馬駅の改札口を猛スピードで走行してきた平次と犯人のバイクに唖然としていた。
記者
声 - 千葉一伸
警視庁の合同記者会見で目暮警部達に質問をした記者。

## スタッフ
- 原作 - 青山剛昌
- 監督 - こだま兼嗣
- 副監督 - 西森章
- 脚本 - 古内一成
- 絵コンテ - こだま兼嗣、西森章
- 演出 - 佐藤千春、喜多幡徹
- キャラクターデザイン・総作画監督 - 須藤昌朋
- デザインワークス - 神村幸子
- 作画監督 - 山中純子
- 作画監督補 - 牟田清司、糸島雅彦
- アクション作画監督 - 清水義治
- メインタイトルCGアニメーション - 西山仁
- 色彩設計 - 西香代子
- 美術監督 - 渋谷幸弘
- 撮影監督 - 野村隆
- 編集 - 岡田輝満
- デジタル光学録音 - 西尾昇
- 音響監督 - 浦上靖夫
- 音響効果 - 横山正和
- 音響効果助手 - 横山亜紀
- 音響制作進行 - 井澤基
- 音楽 - 大野克夫
- ストーリーエディター - 飯岡順一
- アシスタントプロデューサー - 斎藤朋之
- アソシエイトプロデューサー - 浅井認
- アニメーションプロデューサー - 西村政行
- プロデューサー - 諏訪道彦、吉岡昌仁
- アニメーション制作 - 東京ムービー
- 製作 - 「名探偵コナン」製作委員会（小学館、読売テレビ放送、日本テレビ放送網、小学館プロダクション、東宝、トムス・エンタテインメント）
- エンディング撮影協力 - 北法相宗大本山 清水寺、総本山 仁和寺、大本山 天龍寺、大本山 南禅寺、伏見稲荷大社、龍安寺、臨済宗大本山 東福寺、くちろく 百千足館、季節の料理 琢磨
- 配給 - 東宝

## テレビ放送
| 回数 | 番組名（放送枠名） | 放送形態       | 放送日         | 放送時間（JST） | 放送分数 | 平均世帯視聴率 | 備考 |
| ---- | ------------------ | -------------- | -------------- | --------------- | -------- | -------------- | --- |
| 1    | 金曜ロードショー   | 本編ノーカット | 2004年4月16日  | 21:00-23:09     | 129分    | 16.5%          | 『名探偵コナン』シリーズでは初となる本編ノーカットと明記され、かつ『金曜ロードショー』枠で放送。 2009年春の放送枠移動に伴い劇場版の放送が月曜19時台・20時台から『金曜ロードショー』で放送されるようになる以前に『金曜ロードショー』で放送された唯一の作品である。なお、枠内に収めるための再編集により、オープニングやエンディングなどがカットされている。 |
| 2    |                    |                | 2006年12月25日 | 18:40-20:54     | 134分    |                | 読売テレビ主催の劇場版テレビ放映リクエスト企画で第2位（1位『天国へのカウントダウン』の得票数15,892票と僅差の15,520票）を得た記念として放送。 |
| 3    | 金曜ロードSHOW!    |                | 2017年4月7日   | 21:00-22:54     | 114分    | 9.9%           | 本作と同じく舞台に京都が含まれている第21作『から紅の恋歌』公開を記念し、「2週連続コナン祭り」の第1弾として放送。 |

### 備考
本作のダジャレクイズは「コナンが少年探偵団と阿笠に京都で出くわす」理由付けになっているため、ノーカット放送と明記されていない2回目以降の放送でも、カットされていない。

## 音楽

### 主題歌
倉木麻衣「Time after time〜花舞う街で〜」
作詞 - 倉木麻衣 / 作曲 - 大野愛果 / 編曲 - Cybersound
シングル版とはイントロが異なっており、本作で使用されたtheater versionは4thアルバム『If I Believe』とベストアルバム『ALL MY BEST』、『  MAI KURAKI BEST 151A -LOVE & HOPE- 』に収録されている。

### 挿入歌
「キミがいれば （十字路バージョン）」
歌 - REIKO / 作詞 - 高柳恋 / 作曲・編曲 - 大野克夫
『瞳の中の暗殺者』以来の起用。ボーカルがオリジナル歌手から変更されている。

### サウンドトラック

#### 収録曲
1. 名探偵コナン メイン・テーマ (十字路ヴァージョン)
2. またまた阿笠クイズ
3. 翁の面 ~ 対決 1
4. 捜査
5. 平次の京都案内
6. 桜
7. 清水寺
8. 鴨川
9. 御本尊が盗まれたぁ!!
10. 弓矢 ~ モーターバイク・バトル
11. 絵の推理 1
12. 究極の推理
13. 初恋の想い出
14. 和葉の気持ち
15. 月夜のテーマ 1
16. 何?今の悲鳴!
17. 問答 ~ 犯人の謎
18. 小五郎の推理 ~ シマリス
19. 絵の推理 2 ~ 走る
20. 鞍馬山 ~ 探す蘭 ~ アジト
21. 太刀
22. 迫る能面男
23. 平次の勇姿
24. 緊迫謎解き ~ 悪迫る
25. 対決 2 ~ 危機
26. コナンのキック
27. キミがいれば (十字路ヴァージョン)
28. 戻る仏像
29. 月夜のテーマ 2
30. コナン 「フニャー」
31. キミがいれば (カラオケ・ヴァージョン) -ボーナストラック-

## 興行成績
公開2日間で、動員40万人以上、興収4億6800万円を超え、前作の『ベイカー街の亡霊』（興収34億円）をそれぞれ10％上回った。
|                                     | 動員数 （万人） | 動員数 （万人） | 動員数 （万人） | 興行収入 （億円） | 興行収入 （億円） | 出典・備考 |
| 週末                                | 週末            | 累計            | 週末            | 累計              |                   | 出典・備考 |
| ----------------------------------- | --------------- | --------------- | --------------- | ----------------- | ----------------- | ---------- |
| 1週目の週末 （2003年4月19日・20日） | 1位             | 40.*            | 40.*            | 4.68              | 4.68              | [ 18 ]     |
| 2週目の週末 （4月26日・27日）       | 1位             |                 |                 |                   |                   | [ 19 ]     |
| 3週目の週末 （5月3日・4日）         | 1位             |                 |                 |                   |                   | [ 20 ]     |
| 4週目の週末 （5月10日・11日）       | 3位             |                 |                 |                   |                   | [ 21 ]     |
| 5週目の週末 （5月17日・18日）       | 6位             |                 |                 |                   |                   | [ 22 ]     |
| 6週目の週末 （5月24日・25日）       | 8位             |                 |                 |                   |                   | [ 23 ]     |
| 最終成績                            | 273万人         | 273万人         | 273万人         | 32億円            | 32億円            |            |

## 映像ソフト
- DVD - 2003年12月17日発売[24]（廉価版・2011年2月25日発売[25]）
- VHS - 2004年4月7日発売[26]
- BD - 2010年12月24日発売[27] （廉価版・2018年12月7日発売[28]。）

## 関連本